# 亚美利加-南极中洋脊
亚美利加-南极中洋脊（American–Antarctic Ridge）是由南美板块和南极板块的板块边缘所构造。它沿着南大西洋海底西南边的布维三联点至南桑威奇群岛以东的断层边界。